# William C. Chittick
William C. Chittick (ur. 1943 w Milford w stanie Connecticut) – amerykański religioznawca, znany przede wszystkim ze studiów nad sufizmem.
Urodzony i wychowany w Milford w stanie Connecticut Chittick uzyskał tytuł Licencjata (ang. bachelor of arts) w zakresie historii w College of Wooster w Ohio, a następnie wyjechał do Iranu, gdzie uzyskał tytuł doktora w zakresie literatury perskiej na Uniwersytecie Teherańskim w 1974 r. Nauczał on komparatystyki religii na Wydziale Humanistycznym Aryamehr Technical University w Teheranie oraz na krótko przed rewolucją był profesorem (ang. assistant professor) na Imperialnej Irańskiej Akademii Filozofii. Powrócił on do Stanów Zjednoczonych w styczniu 1979 r. i przez trzy lata był edytorem - asystentem (ang. assistant editor) Encyclopaedia Iranica przy Columbia University. Od roku 1983 jest profesorem religioznawstwa na New York University.
Jest on autorem dwudziestu pięciu książek i wielu artykułów na temat myśli muzułmańskiej, sufizmu, szyizmu, i literatury perskiej. Szczególne znaczenie mają jego studia na temat Rumiego i Ibn Arabiego.

## Wybrane publikacje
- The Sufi Path of Love: The Spiritual Teachings of Rumi (State University of New York Press, 1983)
- The Sufi Path of Knowledge: Ibn al-'Arabi's Methapysics of Imagination (State University of New York Press, 1989)
- The Self-Disclosure of God: Principles of Ibn al-`Arabi's Cosmology (State University of New York Press, 1998)
- Sufism: A Short Introduction (Oneword, 2000),
- The Heart of Islamic Philosophy (Oxford University Press, 2001),
- The Elixir of the Gnostics (Brigham Young University Press, 2003),
- Me & Rumi: The Autobiography of Shams-i Tabrizi (FonsVitae, 2004).